# (26738) Lishizhen
(26738) Lishizhen ist ein im inneren Hauptgürtel gelegener Asteroid. Er wurde am 28. April 2001 vom kanadischen Astronomen Hongkonger Herkunft William Kwong Yu Yeung am Desert Beaver Observatorium (IAU-Code 919) in der Nähe von Eloy, Arizona entdeckt.
Sichtungen des Asteroiden hatte es vorher schon gegeben. Beobachtet wurde er unter der vorläufigen Bezeichnung 1992 WF9 an zwei japanischen Observatorien auf Hokkaidō: Kushiro im Landkreis Kawakami am 21. November 1992 sowie Kitami im Landkreis Tokoro am 18. und 27. November 1992. Mit der vorläufigen Bezeichnung 1995 SF55 wurde der Asteroid erneut am 20. und 25. September 1995 an der Catalina Station in Arizona gesichtet.
Der mittlere Durchmesser von (26738) Lishizhen wurde mithilfe des Wide-Field Infrared Survey Explorers (WISE) grob mit 2,430 (±0,374) km berechnet, die Albedo ebenfalls grob mit 0,239 (±0,131).
Mittlere Sonnenentfernung (große Halbachse), Exzentrizität und Neigung der Bahnebene von (26738) Lishizhen ähneln grob den Bahndaten der Mitglieder der Flora-Familie, einer großen Gruppe von Asteroiden, die nach (8) Flora benannt ist. Asteroiden der Flora-Familie bewegen sich in einer Bahnresonanz von 4:9 mit dem Planeten Mars um die Sonne. Die Gruppe wird auch Ariadne-Familie genannt nach dem Asteroiden (43) Ariadne.

## Benennung
(26738) Lishizhen wurde am 28. Dezember 2012 nach dem chinesischen Pharmazeuten und Botaniker der Ming-Dynastie Li Shizhen (1518–1593) benannt, der Bencao Gangmu schrieb, das bekannteste historische Buch über chinesische Kräuter und Arzneidrogen.